# Valea Ela

Regiunea Shfela cu Valea Ela în dreapta, la sud de orașul Beit Shemesh

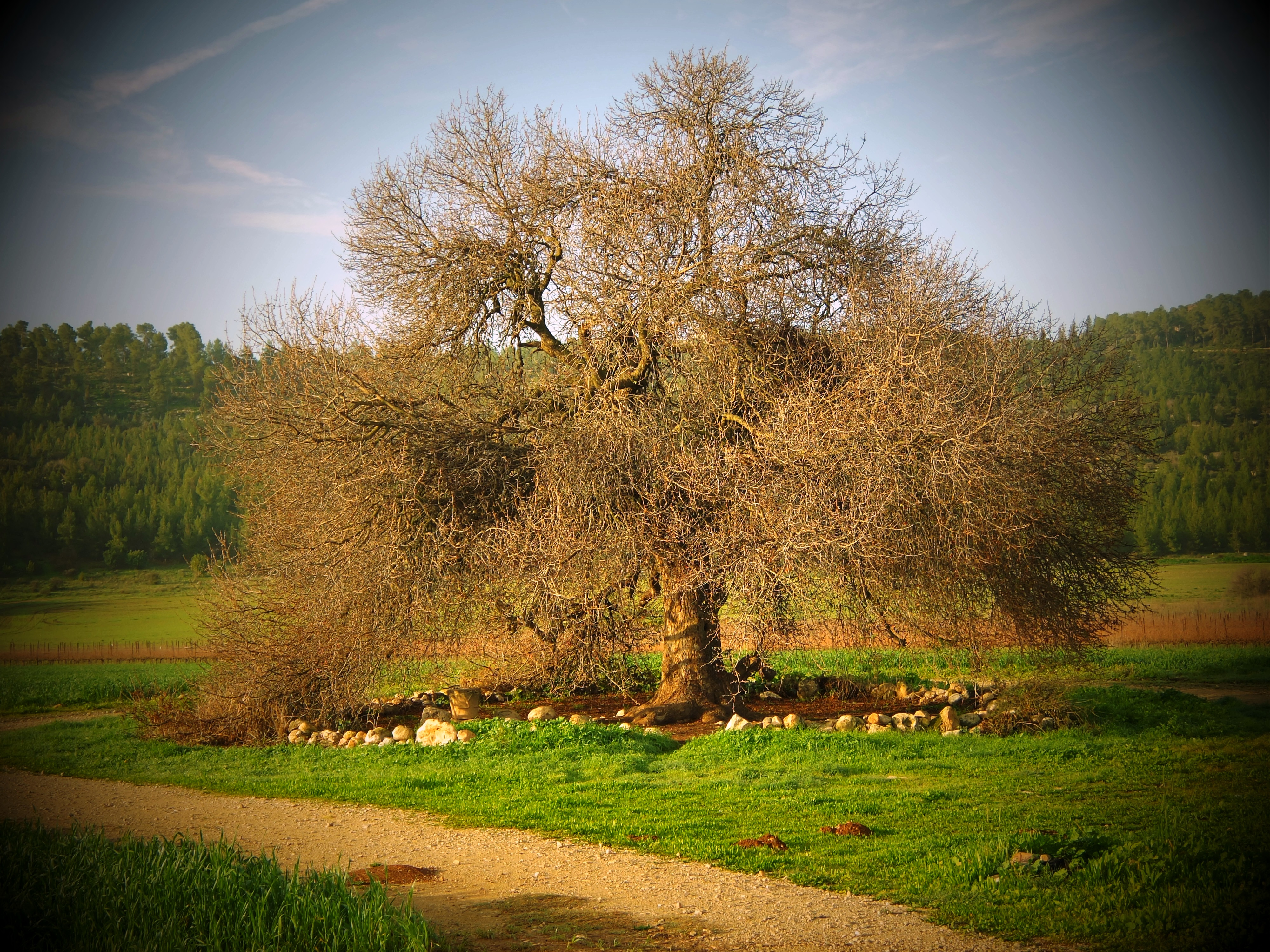
Un arbore de terebint în Valea Elá

Valea Elá  sau Emek Haelá, în românește cunoscută din Biblie ca „Valea Stejarului” (în ebraică:עמק האלה - Valea Terebintului, în arabă:وادي السنط - Wadi as-Sunt) este o mică vale îngustă în regiunea Shfela din Israel, la sud de orașul Beit Shemesh care leagă această regiune cu Munții Iudeei.
Este menționată în Biblie, în Cartea Samuel I (pentru creștinii ortodocși Cartea I a Regilor) 17,2, care localizează în această zonă o tabără unde s-au cantonat israeliții în timpul luptei dintre David și Goliat.

## Numele
Numele văii - Emek Haelá - înseamnă în limba ebraică Valea Terebintului sau a „Stejarului sau arborelui de fistic”, care crește în această vale și pe marginile ei. Este vorba de mai multe specii de terebinți - cel palestinian sau israelian (Pistacia palaestina), cel atlantic (Pistacia atlantica) și arbori de mastic (Pistacia lentiscus). În vestul văii, lângă așezarea Soho se află un terebint înalt de 16,8 metri și lat de 5,2 metri, cu o coroană având diametrul de 22 metri, care marchează extemitatea superioară a văii.
Numele arab al văii Wadi al Sunt înseamnă „Valea Acaciei” și se datorează arborilor de acacia albă care cresc la extremitatea de vest a văii.

## Geografia
Valea are o lungime de 7km, întinzându-se de la Tel Azeka în vest și până la moșavul Neve Mihael la est. Ea are forma unui triunghi cu baza la est. Lățimea ei este de 2 km în est și de 500 m în vest. Ea se află la o altitudine de circa 330m.  
Valea Ela s-a creat sub influența unr factori tectonici și unor procese de eroziunea solului care au avut loc în bazinul râului Nahal Haelá.
Apele din vale sunt drenate în rîul Nahal Haelá, care își face cale din Muntii Iudeei pentru a se vărsa la vest în râul Nahal Lahish.
Reunirea râurilor mai mici Nahal Ghedor, Nahal Sansan și Nahal Etziona în râul principal al regiunii, Nahal Haelá, și acesta din urmă  au croit forma lungă și îngustă a văii.
Pământul aici este fertil și în cea mai mare parte arabil, bucurându-se  de o cantitate mare de precipitații.

## Localități
În zilele noastre în Valea Ela există două localități:kibuțul Netiv Ha-Lamed Hey și moșavul Neve Mikhael.În dealurile din jur se găsesc satele Aderet, Aviezer și Zekharia care aparțin consiliului regional Matè Yehuda.

## Istoria
Din vechime au trecut prin aceasta vale drumuri însemnate. Datorită lor și pământului rodnic s-au dezvoltat aici în antichitate localități importante precum Azeka și Adulam. 
Valea a avut dintotdeauna o poziție strategică, fiind un punct de trecere între câmpia coastei mediteraniene și înalțimile Iudeei, cu orașele Ierusalim, Beit Lehem și Hebron, asemănător cu rolul văilor Sorek și Ayalon. Din această cauză ea a fost teatrul mai multor bătălii, de pildă, cele dintre israeliții antici și filisteni. În tradiția biblică a rămas legendară înfruntarea între flăcăul David înarmat cu o praștie și uriașul Goliat, o căpetenie filisteană de temut.
În epoca Primului Templu, adică a regatului Israel unit și apoi a regatului antic Iudeea în preajma Văii Elá au fost semnalate de textul biblic orașele Adulam, Soho și Azeka. 
Se pare că prin această vale au trecut și oștile babiloniene în vremea invaziei Iudeei și a Ierusalimului de către regele Nabucodonosor al II-lea al Babilonului.
În epoca celui de-al Doilea Templu în estul văii s-a ridicat o fortăreață   
În era romană se știe de existența în regiune a unui sat numit Beit Latafa, care se afla la începutul drumului construit de romani între Ierusalim la nord și Beit Guvrin (Eleutheropolis) în sud.  
Beit Latafa servea drept centru administrativ și de haltă pentru pelerinii care se îndreptau spre Ierusalim sau Hebron.  
În anul 634 d.Hr. valea a fost martoră bătăliei de la Ajnadayn în care oștile arabe musulmane i-au învins pe bizantini, după care au supus centrul Palestinei și au ajuns la porțile Ierusalimului. Ele au cucerit Ierusalimul în 638.  
La 12 octombrie 1806 scriitorul francez Chateaubriand l-a întâlnit în zonă pe șeful tribului de beduini Abu Gosh, care controla drumul spre Ierusalim.   
În zilele Războiul arabo-israelian din 1948-1949, cunoscut ca Războiul de Independență al Israelului, valea a fost parcursă de „convoiul celor 35” soldați israelieni trimiși în ajutorul kibuțurilor asediate de arabi în Gush Etzion. Aceștia au fost uciși de combatanții arabi. Valea Ela a fost cucerită în cele din urmă de către brigada israeliană Harel în octombrie 1948. 
În 1972 Israelul a construit în vale prima sa stație de comunicare prin sateliți.

### Explorări arheologice
În săpăturile arheologice efectuate în Valea Ela lângă Khirbet Qeyafa (ruinele fortăreței Ela), la sud-vest de Ierusalim, s-a descoperit în anul 2008 în cursul săpăturilor efectuate de echipa arheologului Yossef Garfinkel de la Universitatea Ebraică din Ierusalim o cetate fortificată din Epoca de Fier IIa, datând dintr-o perioadă între 1050-915 î.Hr. În acest loc arheologii au descoperit un ostracon cu o inscripție în alfabetul paleoebraic, și care este considerată de o parte din cercetători ca cea mai veche inscripție ebraică cunoscută.

## Flora
Între altele, flora din Valea Ela conține următoarele plante (copaci, flori și ierburi):
- Terebintul (Pistacia atlantica, cu varietatea Pistacia palaestina)
- Stejarul de cârmâz (Quercus calliprinos)
- arbuști din specia  Rhamnus lycioides
- Roșcovul (Ceratonia siliqua)
- Măghiranul sirian (Majorana syriaca sau Origanum syriacum)
- Salvia din specia Salvia fruticosa
- Iarba-de-dinți (Ammi visnaga)
- Feniculul (Foeniculum vulgare)
- Anemona roșie (Anemone coronaria)
- Ciclamenul (Cyclamen persicum)
- Cafeluța (Lupinus pilosus)
- Crizantema comestibilă - Shungiku (Glebionis coronaria)
- Albăstreaua (Centaurea cyanoides) - rară
- Nalba din specia Malva nicaeensis
- Sparanghelul palestinian (Asparagus palaestinus)
- Cicoarea din speciile Cichorium pumilum sau Cichorium endivia
- Salata sălbatică (Lactuca serriola)
- Urzica mică (Urtica urens)
- Asfodela de vară (Asphodelus aestivus)
- Ovăz comun (Avena sterilis)
- Orzul sălbatic (Hordeum spontaneum sau H. ithaburense)
- Muștar alb (Sinapsis alba)
- Kardi sau  Arum palaestinum
- Capere (Capparis spinosa)
- Morcov sălbatic (Daucus carota)

## Fauna
Între speciile de animale caracteristice din Valea Ela se numără:
- Gazela comună (Gazella gazella)
- Șacalul auriu sirian (Canis aureus syriacus)
- Vulpea siriană (Vulpes thaleb)
- Porcul spinos cu coamă (Hystrix cristata)
- Mangusta egipteană (Herpestes ichneumon)
- Ariciul (Erinaceus concolor)
- Orbetele palestinian (Spalax ehrenbergi sau Nannospalax ehrenbergi)
- Broasca testoasă greacă, cunoscută în România și ca dobrogeană (Testudo graeca)
- Șoarecele-de-câmp din specia Microtus guentheri
- Șopârla apodă (Pseudopus apodus)

## Economie
În secolul al XXI-lea valea este amenințată de exploatarea de șisturi bituminoase pentru producția de petrol. Organizații ca Alianța Sionistă Verde și „Salvați Adulamul” se luptă pentru a opri acest proces.

## În media artistică
- „În Valea Ela” este titlul unui film al regizorului Paul Haggis din anul 2007